# Stabilité EBSB
La stabilité EBSB est une forme particulière de stabilité des systèmes dynamiques étudiés en automatique, en traitement du signal et plus spécifiquement en électrotechnique. EBSB signifie Entrée Bornée/Sortie Bornée : si un système est stable EBSB, alors pour toute entrée bornée, la sortie du système l’est également.

## Condition dans le domaine temporel
Un système linéaire invariant et à temps continu dont la fonction transfert est rationnelle et strictement propre est stable EBSB si et seulement si sa réponse impulsionnelle est absolument intégrable, i.e. si sa norme {\displaystyle L^{1}} existe :
{\displaystyle L^{1}=\int _{-\infty }^{\infty }{\left|h(t)\right|dt}=\|h\|_{1}<\infty .}

En temps discret, un système est stable EBSB si et seulement si sa réponse impulsionnelle est absolument sommable, i.e. si sa norme {\displaystyle \ell ^{1}} existe :
{\displaystyle \ell ^{1}=\sum _{n=-\infty }^{\infty }{\left|h(n)\right|}=\|h\|_{1}<\infty .}

### Démonstration
Elle est proposée en temps discret, mais les mêmes arguments s’appliquent en temps continu.

#### Condition nécessaire
À l’entrée bornée {\displaystyle x(n)=\operatorname {signe} (h(-n))} correspond la sortie {\displaystyle y(n)\ } satisfaisant
{\displaystyle y(n)=h(n)*x(n)\ }
où {\displaystyle *} est le produit de convolution, c'est-à-dire :
{\displaystyle y(n)=\sum _{k=-\infty }^{\infty }{h(k)x(n-k)}.}
En particulier {\displaystyle y(0)=\sum _{k=-\infty }^{\infty }{h(k)x(-k)}=\sum _{k=-\infty }^{\infty }{|h(k)|}.}
Ainsi {\displaystyle \|h\|_{1}<\infty } puisque {\displaystyle y(0)\ } est borné.

#### Condition suffisante
Considérons une entrée bornée, c'est-à-dire {\displaystyle \|x\|_{\infty }<\infty }, et supposons {\displaystyle \|h\|_{1}<\infty }. Alors la sortie {\displaystyle y(n)\ } satisfait
{\displaystyle \left|y(n)\right|=\left|\sum _{k=-\infty }^{\infty }{h(n-k)x(k)}\right|\leq \sum _{k=-\infty }^{\infty }{\left|h(n-k)\right|\left|x(k)\right|}} (par l'inégalité triangulaire)
{\displaystyle \leq \sum _{k=-\infty }^{\infty }{\left|h(n-k)\right|\|x\|_{\infty }}=\|x\|_{\infty }\sum _{k=-\infty }^{\infty }{\left|h(n-k)\right|}=\|x\|_{\infty }\|h\|_{1}.}
Ainsi {\displaystyle \left|y(n)\right|} est également borné.

## Condition dans le domaine fréquentiel

### Signal continu
Soit un système linéaire invariant et à temps continu dont la fonction de transfert {\displaystyle H(p)\ } est supposée être rationnelle. En notant {\displaystyle p_{i}\ } les pôles (racines complexes du dénominateur) et {\displaystyle \sigma \ } l’abscisse de convergence définie par {\displaystyle \sigma =\max \operatorname {Re} (p_{i})\ }, on montre que le système est stable EBSB si et seulement si {\displaystyle \sigma <0\ }.

#### Preuve
Puisque {\displaystyle H(p)\ } est la transformée de Laplace de la réponse impulsionnelle {\displaystyle h(t)\ },
{\displaystyle H(p)=\int _{0}^{\infty }e^{-pt}h(t)dt}
et le domaine de convergence est le demi-plan {\displaystyle \operatorname {Re} (p)>\sigma \ }.

Si le système est stable EBSB, alors {\displaystyle h(t)\ } est dans {\displaystyle L^{1}} et il y a convergence en {\displaystyle p=0\ } puisque
{\displaystyle |H(0)|=\left|\int _{0}^{\infty }h(t)dt\right|\leq \int _{0}^{\infty }|h(t)|dt}
qui, par hypothèse, est une quantité finie. Par conséquent {\displaystyle \sigma <0\ .}

Supposons {\displaystyle \sigma <0\ }. Puisque, par l’hypothèse de rationalité, {\displaystyle H(p)\ } est de la forme
{\displaystyle H(p)=\sum _{i}{\frac {c_{i}}{p-p_{i}}},}
en supposant, pour simplifier, que les pôles de {\displaystyle H(p)\ } sont simples. La transformée inverse de Laplace donne
{\displaystyle h(t)=\sum _{i}c_{i}e^{p_{i}t}}
qui est dans {\displaystyle L^{1}} et le système est stable EBSB.

### Signal discret
Soit un système linéaire invariant et à temps discret dont la fonction de transfert {\displaystyle H(z)\ } est supposée être rationnelle. En notant {\displaystyle z_{i}\ } les pôles et {\displaystyle \rho \ } le module de convergence défini comme le maximum des modules des pôles, on montre que le système est stable EBSB si et seulement si {\displaystyle \rho <1\ }.

#### Preuve
Puisque {\displaystyle H(z)\ } est la transformée en Z de la réponse impulsionnelle {\displaystyle h(n)\ },
{\displaystyle H(z)=\sum _{k=0}^{\infty }h(k)z^{-k}}
et le domaine de convergence est l’extérieur d’un cercle, soit {\displaystyle |z|>\rho \ }.

Si le système est stable EBSB, alors {\displaystyle h(n)\ } est dans {\displaystyle \ell ^{1}} et il y a convergence en {\displaystyle z=1\ } puisque
{\displaystyle |H(1)|=\left|\sum _{k=0}^{\infty }h(k)\right|\leq \sum _{k=0}^{\infty }|h(k)|}
qui, par hypothèse, est une quantité finie. Par conséquent {\displaystyle \rho <1\ .}

Supposons {\displaystyle \rho <1\ }. Puisque, par l’hypothèse de rationalité, {\displaystyle H(z)\ } est de la forme
{\displaystyle H(z)=\sum _{i}{\frac {d_{i}}{1-z_{i}z^{-1}}},}
en supposant, pour simplifier, que les pôles de {\displaystyle H(z)\ } sont simples. L’inverse de la transformée en z donne
{\displaystyle h(n)=\sum _{i}d_{i}z_{i}^{n}}
qui est dans {\displaystyle \ell ^{1}} et le système est stable EBSB.

## Critères de Stabilité
Pour déterminer si un système physique représenté par un schéma-bloc est stable ou non, on peut utiliser plusieurs méthodes ou plusieurs critères. Il existe 2 types de critères :
- les critères numériques (comme celui de Routh par exemple, cf polynôme de Hurwitz);
- les critères graphiques (comme le critère du Revers ou le critère de Nyquist).

Ces critères permettent uniquement de déterminer si le système est stable ou non, mais ils n'indiquent pas le degré de stabilité, c'est-à-dire si le système est plus ou moins stable. Pour apprécier ce fameux degré de stabilité, on est amené à utiliser d'autres outils tels que les marges de phase et les marges de gain ou le facteur de qualité par exemple.